# Alexandra Kavvada
Alexandra Kavvada (1 de agosto de 1983) é uma ex-futebolista grega que atuava como defensora.

## Carreira
Alexandra Kavvada representou a Seleção Grega de Futebol Feminino, nas Olimpíadas de 2004. 